# Camon, Ariège
Camon là một xã trong vùng Occitanie, thuộc tỉnh Ariège, quận Pamiers, tổng Mirepoix. Tọa độ địa lý của xã là 43° 01' vĩ độ bắc, 01° 58' kinh độ đông. Camon nằm trên độ cao trung bình là 349 mét trên mực nước biển, có điểm thấp nhất là 326 mét và điểm cao nhất là 582 mét. Xã có diện tích 10,25 km², dân số vào thời điểm 1999 là 144 người; mật độ dân số là 14 người/km².

## Thông tin nhân khẩu
| 1962 | 1968 | 1975 | 1982 | 1990 | 1999 |
| ---- | ---- | ---- | ---- | ---- | ---- |
| 113  | 147  | 116  | 110  | 125  | 144  |